# Pristomyrmex laevis
Pristomyrmex laevis é uma espécie de formiga do gênero Pristomyrmex, pertencente à subfamília Myrmicinae.